# Kaeo
Kaeo est une localité du District du Far North située dans l’Île du Nord de la Nouvelle-Zélande.

## Situation
Elle est localisée à 22 km au nord-ouest de la ville de Kerikeri.

## Toponymie
La ville tire son nom du seul mollusque d’eau douce trouvé dans le fleuve voisin : le Kaeo.

## Population
Le recensement de 2006 en Nouvelle-Zélande rapportait une population de 495 habitants, en augmentation de trois personnes par rapport à 2001.

## Activités économiques
L’entreprise Sanfords Fishery factory, qui était un des principaux employeurs de Kaeo, ferma en décembre 2011.

## Histoire
Kaeo était un village fortifié, un pā de la tribu des Ngāpuhi / Ngāti Kahu ki Whaingaroa ou Ngati uru (en).
Cette tribu arriva dans le secteur de Whangaroa (en) dès les années 1770 à 1775, ayant été chassée de la zone de Rawhiti, située dans la baie des îles, après le meurtre et la consommation du Capitaine Marion du Fresne, et de son équipage.

## Inondations
Construite dans une plaine d’inondation du fleuve Kaeo, la ville de Kaeo a le souvenir de plusieurs inondations destructives.
Elle attira l’attention nationale en 2007 quand elle subit trois inondations majeures en l’espace de quelques mois en février, mars et juillet 2007.
L’eau envahit les maisons et les magasins, détruisant les locaux de l’école primaire.
Le local du club de rugby souffrit aussi et le club reçut d’importants soutiens de l’ensemble du pays, quand il leva des fonds pour rehausser et remettre en état ses locaux et pour minimiser le risque de dommage lors de futures inondations.
Les glissements de terrain, l’effondrement des lignes à haute tension et la fermeture des routes furent causés par les importantes pluies en février 2008.
Le Northland Regional Council programma des travaux de protection anti-inondation pour 2008, mais en 2011, le programme est toujours en attente de diverses autorisations.
De nouvelles inondations sont survenues, comme celles, résultant du cyclone Wilma en janvier 2011, et 70 personnes durent être évacuées de la ville de Kaeo .

## Éducation
La Kaeo Primary School est une école mixte, contribuant au primaire, allant entre les années 1 à 6, avec un taux de taux de décile de 1 et un effectif de 152 élèves en mars 2019. L’école date de 1877 ; elle s’est déplacée vers son site actuel quelques années plus tard.
En 1941, elle devint la Kaeo District High School, prenant en charge à la fois les élèves du primaire et du secondaire.
Après l’ouverture du collège de Whangaroa en 1969, l’école de Kaeo School redevint une école exclusivement primaire.
Le collège de Whangaroa est une école mixte, secondaire, allant des années 7 à 15, qui a un taux de décile de 1 et un effectif de102 élèves en mars 2019.

## Personnalités notables
Quelques personnes célèbres de Kaeo :
- Eric Rush : une légende du New Zealand rugby sevens
- Heather Mansfield du groupe de musique des The Brunettes (en)
- Rahera Windsor (en) (1925-2004), leader spirituel des Maoris et aussi de certains Britanniques : membre fondateur des Ngāti Rānana (en), né à Pupuke près de Kaeo[9].